# Tajbe Juszein
Tajbe Juszein Musztafa (bolgár: Тайбе Юсеин Мустафа) (Kubrat, 1991. május 4. –) bolgár női szabadfogású birkózó. A 2018-as birkózó-világbajnokságon aranyérmet szerzett 62 kg-os súlycsoportban, szabadfogásban. Háromszoros világbajnoki ezüstérmes és kétszeres világbajnoki bronzérmes. A 2018-as birkózó Európa-bajnokságon aranyérmet szerzett. Háromszoros Európa-bajnoki ezüstérmes és 2014-ben bronzérmet szerzett az Európa-bajnokságon. A 2015-ös Európa Játékokon bronzérmes lett 60 kg-ban. A 2016-os nyári olimpiai játékokon Bulgáriát képviselte.

## Sportpályafutása
A 2018-as birkózó-világbajnokságon a 62 kg-osok súlycsoportjában megrendezett döntő mérkőzés során a japán Kavai Jukako volt ellenfele, akit 6–2-re legyőzött.
A 2019-es birkózó-világbajnokságon ezüstérmet szerzett 62 kg-os súlycsoportban. A döntőben ellenfele a kirgiz Aisuluu Tynybekova volt, aki 5-3-ra legyőzte.